# Embalse de Ullíbarri-Gamboa
El embalse de Ullíbarri-Gamboa (en euskera Uribarri Ganboako urtegia) es el embalse más grande de País Vasco con sus 146 hm³ de capacidad y es parte de un sistema de tres embalses que cumplen una triple función: abastecer a Vitoria y Bilbao, regular el caudal del río Zadorra y servir como área de recreo y esparcimiento, siendo un lugar muy frecuentado en verano. La presa del embalse se sitúa entre los pueblos de Ullíbarri y Arroyabe.

## Áreas recreativas

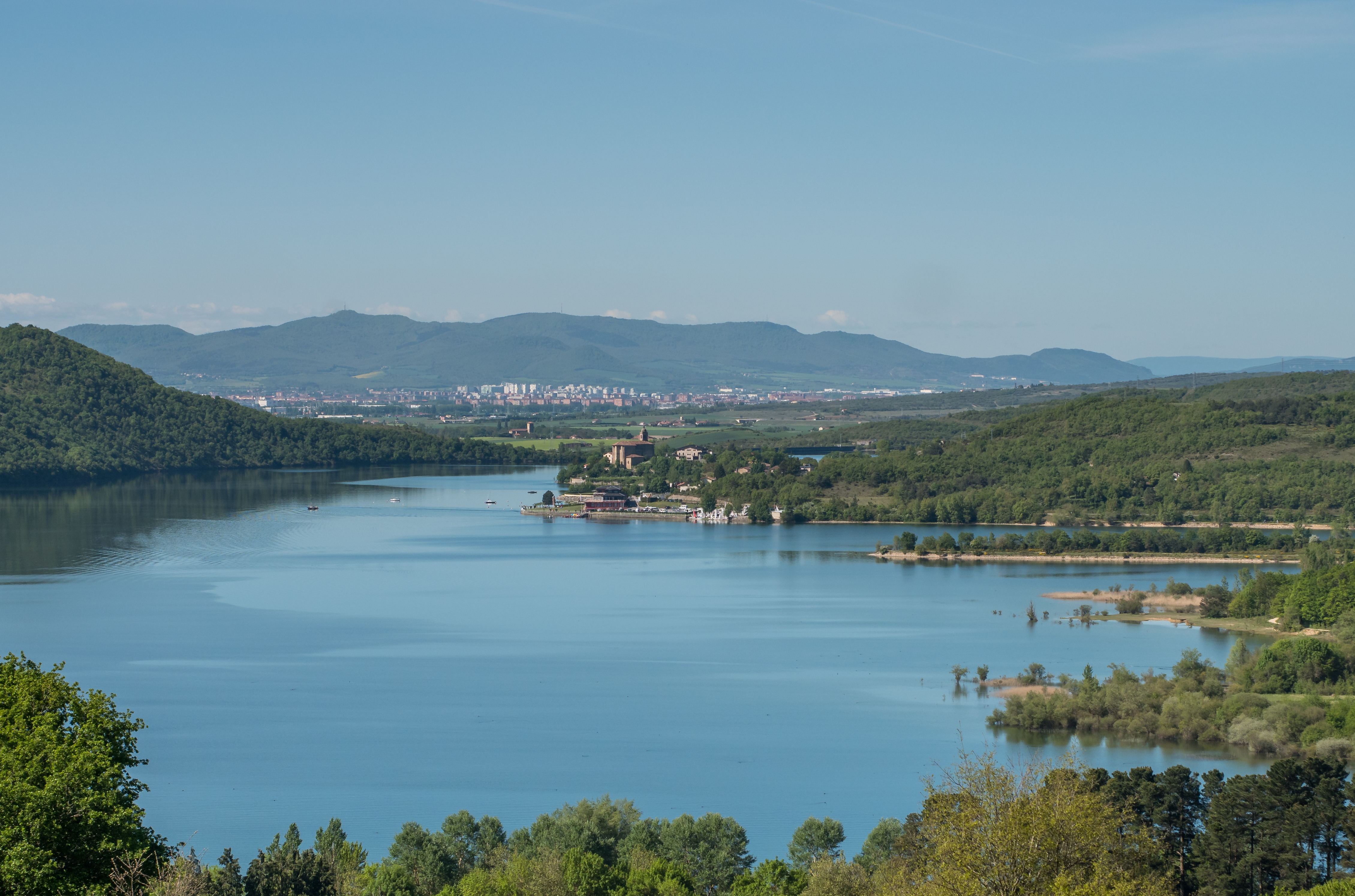
El embalse y el pueblo de Nanclares de Gamboa.

Existen dos áreas recreativas principales, una se sitúa en las cercanías del pueblo de Landa y otra en la península del pueblo abandonado de Garayo.
Las zonas de Landa son las más cercanas a Guipúzcoa y se accede a ellas por la carretera A-3014. En ellas hay servicios públicos, merenderos, mesas y un bar a pie de embalse.
La zona de Garaio se encuentra en la zona este, en una península que se emplaza en las cercanías del pueblo abandonado de Garayo. El acceso al parque se puede realizar a por la carretera L623 que une la autovía N-1 Vitoria-Pamplona (salida Argómaniz-Ozaeta) y la N-104 (antigua N1) con el pueblo de Ozaeta. Antes de llegar a la localidad de Maturana, un desvío indica la entrada al Parque Provincial de Garaio y su Centro de Interpretación de la Naturaleza de Garaio.

## Valores naturales

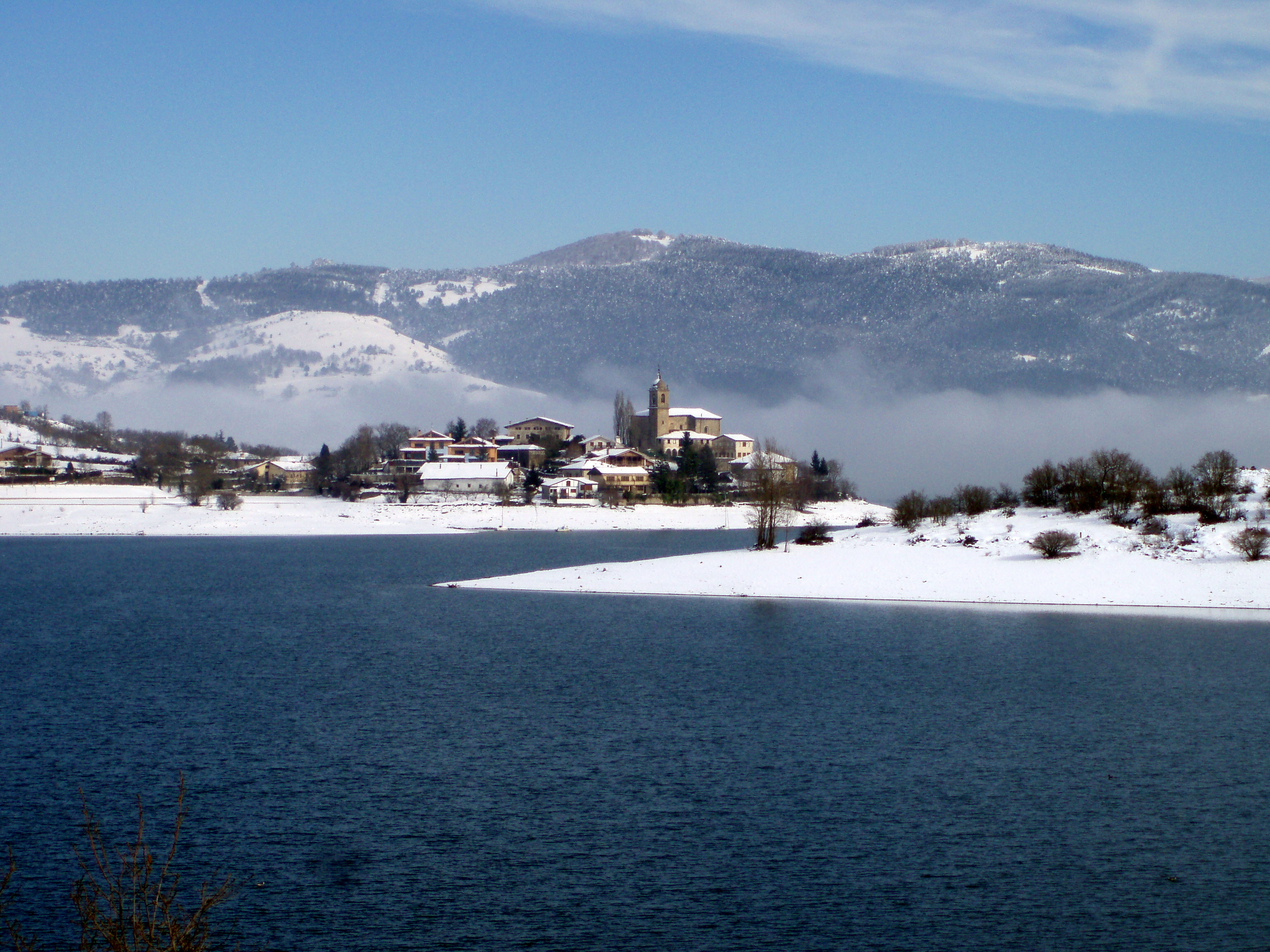
En invierno.

Antes de llegar al Parque Provincial de Garaio existe un desvío a la izquierda que indica el emplazamiento del Parque Ornitológico de Mendixur, humedal incluido en la lista Ramsar. En el mismo, se puede disfrutar de la presencia de gran número de aves desde dos observatorios, muchas de ellas amenazadas.
En esta zona se emplaza la colonia más importante de garza imperial del País Vasco, así como las únicas colonias de garcillas bueyeras y garcetas comunes.
Gracias a la construcción de una colonia artificial, también se ha asentado una colonia de aviones zapadores, ave que cuenta en Álava con un plan de gestión debido a su estado de conservación y a la vulnerabilidad de sus poblaciones.
También es un lugar de invernada importante, localizándose cientos de anátidas en eclipse, destacando entre ellas el contingente de patos colorados.
En el embalse, se ubican la  islas de Alto Echániz, de los Caballos, Orenín y Zuaza.

## Equipamientos

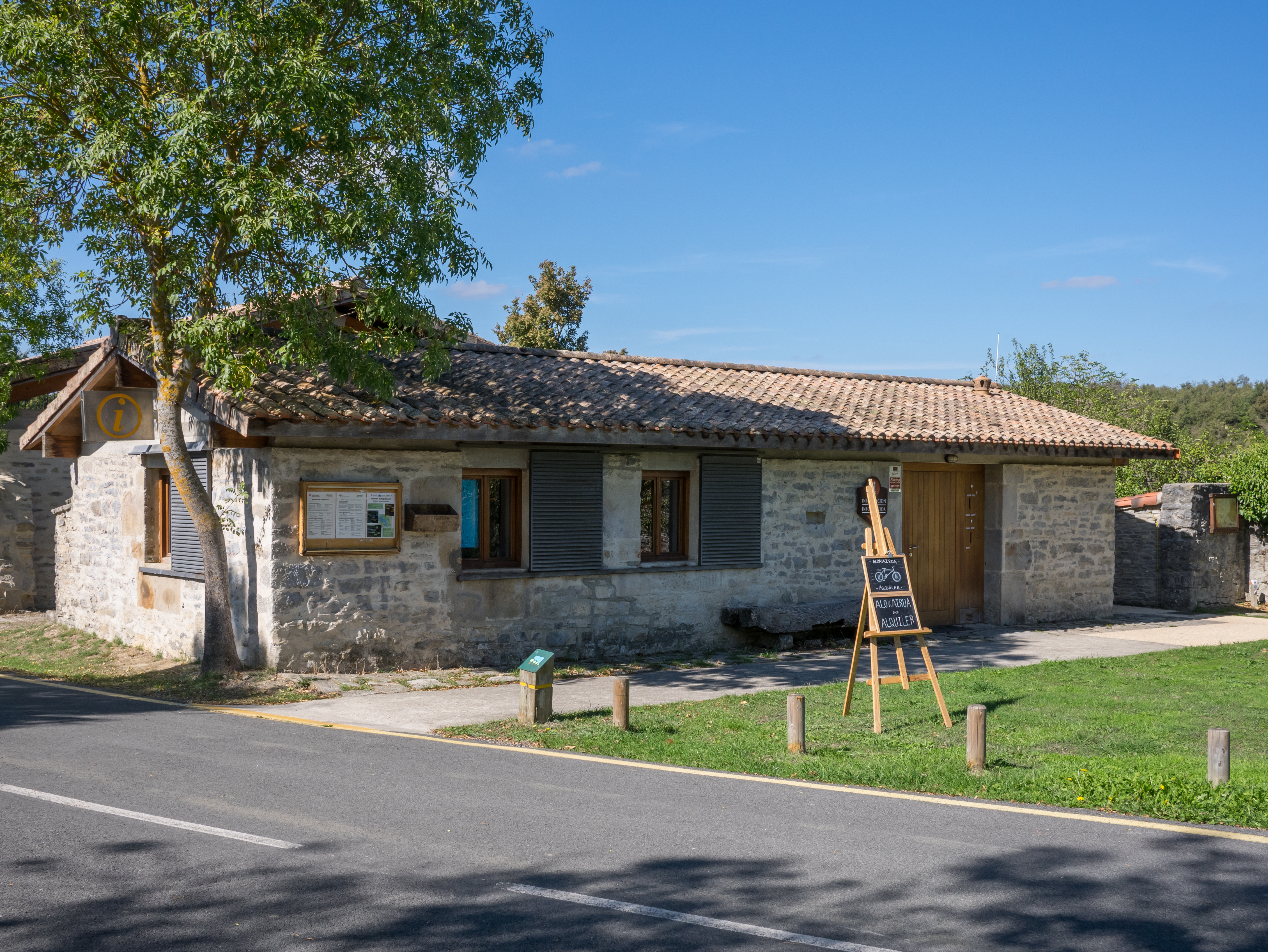
Oficina de información del Parque Provincial de Garaio.

En torno a todo el pantano existe una ruta verde denominada "ruta verde de Ullibarri-Gamboa, a la cual se puede acceder desde Vitoria por la ruta verde del vasco navarro.
Además en el punto de información de Garaio existe un punto de alquiler de bicis para realizar la ruta.
El acceso a la otra zona recreativa se encuentra en el pueblo de Landa, cercano a la frontera con Guipúzcoa.
Los embalses de Urrunaga de 726 000 000 de m³ y de Ullibarri-Ganboa de 148 000 000 m³ se encuentran comunicados por medio de una galería forzada de enlace de 3550 m que equilibra sus niveles, garantiza la seguridad y facilita el aprovechamiento hidroeléctrico.